# Sand Castles
Sand Castles ("Castillos de arena") es una de las canciones del álbum Paradise, Hawaiian Style, grabadas por Elvis Presley en 1965. Fue compuesta por David Hess y Herb Goldberg. Se trata de una balada con ciertos matices de canción de cuna cuya letra está relacionada conceptualmente con la temática de la película en cuestión.
La canción había sido compuesta originalmente para que Elvis la grabase en 1961 para su exitosa película Blue Hawaii.  Sin embargo esta no fue incluida en el film y tampoco en el álbum Blue Hawaii. El mánager de Elvis Tom Parker pretendía recrear el éxito de esa película antecesora con otra producción de similar envergadura y finalmente la canción se incluyó en esta nueva producción.
Tras Paradise, Hwaiian Style, el tema Sand Castles fue reeditada posteriormente en 1996 en el álbum doble Frankie And Johnny / Paradise, Hawaiian Style 
Pese a tratarse de una canción infantil, esta no fue incluida en el álbum conceptual Elvis Sings For Children And Grownups Too !

## Grabación
Debido a algunas complicaciones de salud pasajeras Elvis Presley debió retrasar las grabaciones del material para la película, por lo cual el resto de sus músicos se encargaron de registrar la música de acompañamiento y esta estuvo lista para los días 26 y el 27 de julio de 1965. Elvis grabó sus voces una semana más tarde el día 2 de agosto de 1965 en los estudios Radio Recorders de Hollywood, California para luego viajar a Hawaii y alojarse en el Ilikai Hotel y comenzar más tarde las actuaciones para la película. 

### Músicos de las sesiones de grabación
- Elvis Presley - voz
- Barney Kessel, Scotty Moore, Charlie McCoy, Howard Roberts, Alton Hendrickson - guitarras
- Ray Siegel, Keith Mitchell - bajo
- D.J. Fontana, Hal Blaine, Milton Holland, Victor Feldman - batería
- The Mello Men - coros [5][1]

## Letra
La letra describe el ambiente diario de las playas cuando comienza a anochecer y la costumbre tradicional de los niños de crear castillos con arena, uno de los cuales permanece erguido luego de que ya la gente se ha ido. El narrador a partir de allí fantasea con un cangrejo tocando el violín sobre el lomo de una ballena, una sirena soplando una caracola melodiosamente y un dragón moviendo su cola. 
At night
When the sky is still
When the south wind blows
And the air is warm
There's a world that's born
And for every child on the beach that day
Stands a castle tall and proud
And the warm wind crawls through the castle walls
And the nightfolk wake as the warm wind calls

## Ediciones
- Paradise, Hawaiian Style - 1966
- Frankie And Johnny / Paradise, Hawaiian Style 1994 [4] [7]
- The Album Collection - 2016 [8]